# Gobernador propietario
El gobernador propietario (del inglés: Proprietary governor), en la época de la colonización británica de América, era un individuos autorizado para gobernar la colonia propietaria. Bajo el sistema, los monarcas del Reino de Inglaterra otorgaron a los individuos arrendatarios o empresas comerciales privadas para establecer colonias. Estos propietarios seleccionaban entonces a los gobernadores, que podrían ser ellos mismos, y otros funcionarios de la colonia, y fue utilizado para establecer varias de ellas en la isla de Terranova, al igual que en las provincias de Maryland, de Carolina y de otras de la América inglesa.
Estas eran distintas de las colonias reales, ya que eran empresas comerciales establecidas bajo la autoridad directa de la corona. Los gobernadores propietarios, sin embargo, tenían responsabilidades legales sobre la propia colonia, así como responsabilidades ante los accionistas para garantizar la seguridad de sus inversiones.
El sistema propietario fue un sistema mayormente ineficiente, ya que los propietarios eran, en su mayor parte, igual que los propietarios ausentes o absentistas (absentee landlord). Muchos ni siquiera visitaron nunca sus propiedad. A principios del siglo XVIII, casi todas las colonias propietarias o bien sus cartas habían sido recuperadas para la Corona británica y de esta manera convertirse en colonias reales, o de lo contrario tendrían importantes limitaciones que se les impondría.

## Colonias propietarias
- Colonia de Avalon
- Colonia de Carolina
- Cuper's Cove
- Colonia de Maryland